# János Rózsás
Dans le nom hongrois Rózsás János, le nom de famille précède le prénom, mais cet article utilise l’ordre habituel en français János Rózsás, où le prénom précède le nom.
Œuvres principales
- Keserű ifjúság
- Éltető reménység
- Duszja nővér
- GULAG-lexikon
- Leventesors

János Rózsás, né le 6 août 1926 à Budapest et mort le 2 novembre 2012 à Nagykanizsa, est un écrivain hongrois.
Rózsás est détenu en captivité en Union soviétique entre 1944 et 1953, et au cours de ces années, il se lie d'amitié avec Alexandre Soljenitsyne, le prix Nobel écrivain soviétique. Il a écrit plusieurs livres et articles sur la question du Goulag.
Le cinéaste hongrois Zoltán Szalkai a réalisé un film sur János Rózsás et György Zoltán Bien, qui ont été témoins oculaires du goulag.

## Œuvres
- Keserű ifjúság, Munich, 1986
- Éltető reménység, Munich, 1987
- Duszja nővér, Nagykanizsa, 1995
- GULAG-lexikon, Budapest, 2000
- Leventesors Nagykanizsa, 2005